# Neogeinitzina
Neogeinitzina es un género de foraminífero bentónico considerado un sinónimo posterior de Lunucammina de la familia Geinitzinidae, de la superfamilia Geinitzinoidea, del suborden Fusulinina y del orden Fusulinida. Su especie tipo era Neogeinitzina orientalis. Su rango cronoestratigráfico abarcaba el Lopingiense (Pérmico superior).

## Clasificación
Neogeinitzina incluía a las siguientes especies:
- Neogeinitzina concina †
- Neogeinitzina kongdongshanensis †
- Neogeinitzina orientalis †
- Neogeinitzina spicata †